# Келемсеит, Ермек Абильмажинович
Ермек Абильмажинович Келемсеит (каз. Ермек Әбілмәжінұлы Келемсейіт; род. 22 апреля 1952, Панфиловский район, Алма-Атинская область, СССР) — казахстанский общественный деятель, депутат Мажилиса Парламента Республики Казахстан І и ІІ созывов (1995—2004).

## Биография
Родился 22 апреля 1952 года в селе Айдарлы Панфиловского района Алматинской области.
В 1969 году окончил среднюю школу села Коныролен Панфиловского района.
В 1982 году окончил Казахский сельскохозяйственный институт по специальности «Механизация сельского хозяйства», в 1998 году Алматинский государственный университет имени Абая по специальности «Правоведение».
В 2006 году получил квалификацию и академическую степень бакалавр лесохозяйственного дела в Кокшетауском государственном университете им. Ш.Уалиханова.
Трудовую деятельность начал в 1972 году в качестве водителя средней школы им. Калинина села Басши Кербулакского района Талдыкорганской области.
С 1971 по 1988 годы — водитель совхоза, заведующий гаражом совхоза, главный инженер, секретарь парткома совхоза «Октябрьский» Панфиловского район.
С 1988 по 1995 годы — директор совхоза имени Ленина.
С 1995 по 2004 годы — депутат Мажилиса Парламента Республики Казахстан І и ІІ созывов.
С 2004 по 2005 годы — председатель Комитета лесного и охотничьего хозяйства Министерство сельского хозяйства Республики Казахстан.
С 2005 по 2012 годы — аким Панфиловского района Алматинской области.
С июнь по октябрь 2012 годы — советник Акима Алматинской области.
С 14 ноября 2012 по 2016 годы — депутат и секретарь Алматинского областного маслихата V созыва.
С 2016 года председатель Совета ветеранов Алматинской области.

## Награды
- 2001 — Медаль «10 лет независимости Республики Казахстан»
- 2003 — Медаль «Астана»
- 2004 — Медаль «50 лет Целине»
- 2006 — Медаль «10 лет Парламенту Республики Казахстан»
- 2008 — Медаль «10 лет Астане»
- 2011 — Медаль «20 лет независимости Республики Казахстан»
- 2011 — Орден Курмет за особые заслуги перед государством.[3]
- 2020 — Юбилейная медаль «25 лет Конституции Казахстана» (30 августа)[4]
- 2022 — Орден «Барыс» III степени[5]